# Älgberget-Björnberget
Älgberget-Björnberget är ett naturreservat i Kramfors kommun i Västernorrlands län.
Området är naturskyddat sedan 2004 och är 266 hektar stort. Reservatet omfattar de två höjderna Älgberget och Björnberget och den gamla bosättningen vid Västeråsen där det finns ängsmarker. Reservatet består i övrigt av grandominerad naturskog med på platser inslag av björk och äldre tallar.
Området eldhärjades sommaren 2018 i mindre omfattning, så att effekten kom att jämföras med en naturvårdsbränning.